# Mihail Lungianu
Mihail Lungianu (n. 13 decembrie 1879, Rucăr, Argeș, România – d. 21 ianuarie 1966, București, România) a fost un prozator român, reprezentant al sămănătorismului.

## Biografie
S-a născut la 13 decembrie 1879 în satul Rucăr din județul Muscel în familia preotului Ioan Lungianu. Era „din os și din sânge neaoș românești, din părinți și strămoși moșneni și preoți”, iar unul dintre strămoși, popa Lungu, bunicul său după tată, a fost protopop la Poarta Branului și tribun al lui Avram Iancu. A absolvit cursurile Facultății de Drept a Universității din București în anul 1906 și a urmat apoi o carieră juridică.

## Activitate literară
Mihail Lungianu a debutat ca scriitor în 1905 în revista România literară, iar primul său volum de proză, Icoane din popor, a fost publicat în 1910. A desfășurat o carieră literară în paralel cu cariera sa profesională de jurist, scriind povestiri și nuvele care au apărut în paginile revistelor Sămănătorul, Neamul românesc literar, Luceafărul, Ramuri, Sburătorul ș.a., semnând uneori cu pseudonimele Mihail de la Rucăr, Melun, Freamăt, Boldur sau Argeș. A publicat mai multe volume de proză scurtă: La Cruci. Icoane de la țară (1911), Din umbra satelor (1913), Postelnicul Cumpănă (1914), Zile senine. Icoane de la țară (1914), Gura iadului (1914), Însăilări (1914), Claca și robot (1915), Mucenicii neamului (1922), În Sărbători (1922), Povestiri (1923), Săracu’ Gealapu (1928), Alte povești (1929), Din țara lui Alb-Împărat (1936), Comoara lui Prăslea (1936).
Proza sa cu accente sămănătoriste prezintă viața oamenilor din satele argeșene cu rutina zilnică, obiceiurile și superstițiile lor și se înscrie în linia literaturii tradiționaliste. Criticul Eugen Lovinescu îl considera pe autor un cronicar al satelor din regiunea Argeșului, care observă viața rurală și o consemnează conștiincios în scrierile sale. Sunt descrise minuțios mediul natural, muncile agricole, obiceiurile rurale (clăcile, hora), diferitele conflicte între localnici, figurile tipice lumii satului (preotul, învățătorul, dascălul) etc., cu „o oarecare idilizare și [...] optimism sistematic, dar fără fantezie”. „Murgul” este, în opinia lui Nicolae Iorga, cea mai frumoasă nuvelă a lui Mihail Lungianu.
Sursele de inspirație ale mai multor nuvele ale lui Mihai Lungianu sunt satele din spațiul geografico-etnografic muscelean (în special nuvelele cuprinse în volumele Icoane din popor (1910), La Cruci. Icoane de la țară (1911) și Claca și robot (1915)), problemele sociale și viața în spațiul dobrogean (în Gura iadului (1915)) și războiul (tematica volumului Mucenicii neamului (1922)). Volumul Din țara lui Alb-Împărat (1934) include basme populare culese în principal din regiunea Sibiului. Poveștile lui Mihail Lungianu au scop educativ și se adresează îndeosebi copiilor cu vârsta cuprinse între 8 și 12 ani, afirma criticul George Călinescu, care-i nega autorului calitățile de scriitor.

## Opinii critice cu privire la opera sa literară
Nuvelele lui Mihail Lungianu se caracterizează, potrivit istoricului Nicolae Iorga, printr-un „realism brutal” și au o valoare documentară etnografică indiscutabilă mai ales în ceea ce privește graiul popular muntenesc (ex. nuvela „La polog”). Cu toate acestea, autorul dovedește uneori, potrivit istoricului literar Dumitru Murărașu, mai mult interes etnografic decât talent literar. Mult mai dur, criticul George Călinescu susținea că Mihail Lungianu nu are talent literar, iar poveștile sale cu un rol educativ nu au lirism și „savoare lexicală”. Criticul Alexandru Piru, discipol al lui Călinescu, a întărit această opinie, catalogându-l pe Mihai Lungianu ca un scriitor prolix și fără talent.
Istoricul literar Z. Ornea îl considera pe Mihail Lungianu un manufacturier modest în genul neosămănătoriștilor Al. Lascarov-Moldovanu, Ion Dongorozi, Eugen Boureanul, Sandu Teleajen sau Vasile Savel. Proza lor este artificială și searbădă, cu un idilism accentuat printr-un exces de figuri de stil și fără o minimă analiză psihologică, fiind „ternă, egală și pustie ca un teren pârjolit, în ciuda duioșiei micului romantism care o scaldă lăcrimos din abundență”.
Opera literară a lui Mihai Lungianu este diversă, dar nu mai prezintă astăzi, potrivit criticului literar Monica Lazăr, decât un interes minor pentru istoricii literari.

## Opera
- Icoane din popor, București, 1910;
- La Cruci. Icoane de la țară, București, 1911 (ed. a II-a, 1923);
- Din umbra satelor. Povestiri și icoane, București, 1913 (ed. a II-a, f.a.);
- Postelnicul Cumpănă, București, 1914;
- Zile senine. Icoane de la țară, Tipografia Minerva, București, 1914 (ed. a IV-a, 1922);
- Gura iadului, București, 1914 (ed. a II-a, Pitești, 1915);
- Însăilări, Pitești, 1914 (ed. a II-a, București, 1921);
- Claca și robot, București, 1915 (ed. a II-a, 1916; ed. a III-a, 1921; ed. a IV-a, 1923);
- Mucenicii neamului, Tipografia H. Steinberg, București, 1922 (ed. a II-a, Ed. Cartea Românească, București, 1927);
- În Sărbători. Icoane din viața țărănimii, București, 1922 (ed. a III-a, 1923);
- Povestiri, București, 1923;
- Săracu’ Gealapu, București, 1928;
- Alte povești, București, 1929;
- Din țara lui Alb-Împărat, Ed. Cugetarea, București, 1936;
- Comoara lui Prăslea, povești pentru copii, Ed. Cugetarea, București, 1936.